# Phorticella bakeri
Phorticella bakeri är en tvåvingeart som först beskrevs av Sturtevant 1927.  Phorticella bakeri ingår i släktet Phorticella och familjen daggflugor. Inga underarter finns listade i Catalogue of Life.